# دوبال‌میوه بودا
دوبال‌میوه بودا (نام علمی: Dipterocarpus zeylanicus) نام یک گونه از سرده دوبال‌میوه‌ها است.